# 아스트로월드 페스티벌
아스트로월드 페스티벌은 미국 텍사스주 휴스턴에서 열리는 미국 래퍼 트래비스 스콧(Travis Scott)이 매년 개최하는 음악 페스티벌로 식스 플래그스 아스트로월드 이전 부지 인근 NRG 파크에서 2018년 11월 처음 열렸다.
2020년 축제는 텍사스의 코로나19 범유행으로 인해 취소되었다. 2021년 아스트로월드 페스티벌은 원래 2021년 11월 5일부터 11월 6일까지 열릴 예정이었다. 첫날 밤 군중몰이가 일어나 최소 10명이 사망하고 축제 둘째 날 밤 행사가 취소되었다.
2021년 11월 15일에는 아스트로월드 페스티벌 압사 사고가 발생하였다.

## 역사
이 페스티벌은 스콧이 같은 이름의 스튜디오 앨범을 발매한 해인 2018년에 시작되었다.영화제의 동기는 "애스트로월드가 사랑했던 정신과 향수를 되살려주며, 어린 시절 트래비스의 꿈을 이루게 하는 것"이라고 묘사되었다." 오리지널 라인업에는 영 갱, 포스트 말론, 메트로 부민, 스콧과 같은 힙합 가수들이 주로 참여했다. 공연은 일반적으로 "스릴"과 "오한"이라고 불리는 두 단계 사이에서 번갈아 공연되며, "오한" 단계는 둘 중 더 크다. 동명의 앨범뿐만 아니라 영화제 제작은 2019년 넷플릭스 오리지널 영화인 Look Mom I Can Fly의 주제였다.
페스티벌은 2019년에 확대된 라인업으로 돌아왔다. 힙합 아티스트 외에도 누에보 플라멩코와 하드록을 각각 공연하는 로잘리아, 마릴린 맨슨 등 다른 장르의 아티스트들이 페스티벌에 다른 장르를 더했다. 이 축제는 2018년판부터 최대 5만 명까지 관람객이 증가한 것으로 보고되었다. 축제에 앞서 입구 밖에 설치된 바리케이드가 무너지고 팬들이 축제장으로 몰려드는 사고로 3명이 다쳤다.
2020년 축제는 텍사스의 COVID-19 대유행으로 인해 취소되었고 2021년에 복귀하기로 약속되었다. 스콧은 에픽게임즈와 제휴하여 자사의 비디오 게임 포트나이트 배틀로얄의 가상 이벤트 "Astronomical"을 제작했다. 스캇에게 영감을 받은 화장품들 이 프레젠테이션은 4월 23일에 첫 방송되었고, 4월 24일과 25일에 시간대별로 재방송되었다.
2021년 5월 5일부터 티켓 판매가 시작되었으며, 11월 5일과 6일 2박 2일 간의 축제로 확대되었다. 페스티벌 티켓 판매량은 2019년의 두 배인 10만 장으로 증가했다. 티켓 가격이 가파르게 상승했음에도 불구하고, 티켓은 30분 만에 매진되었다. 스캇의 선인장 잭 재단을 후원하는 유명 소프트볼과 골프 이벤트, 팝업 스토어(나이키와의 운동화 협업 포함), 스캇의 할머니를 위한 영 초등학교의 커뮤니티 가든 공개 등 "Astroweek"로 알려진 일련의 행사가 페스티벌로 이어졌다.에드 스콧과 다른 가족 구성원들이 리본 커팅의 일부였다.아스트로위크는 11월 8일, 문스트럭 드라이브인 시네마에서 스콧이 출연하고 작가 션 베이커와 그 출연진이 출연하는 것으로 막을 내릴 예정이다. 크라우드 크러쉬 이벤트로 인해 드라이브인 상영이 취소되었다. 2021년 축제의 여파로 적어도 12건의 소송이 제기되었다.